# ليشمانياوات
الليشمانياوات (الاسم العلمي: Leishmaniinae) هي أسرة من الطلائعيات تتبع فصيلة المثقبانية من الرتبة المحراكيات.